# Gina Enríquez Morán
María Eugenia Enríquez Morán, conocida como Gina Enríquez Morán, (Ciudad de México, 1954) es una compositora y directora de orquesta mexicana.  Miembro del colectivo Mujeres en la Música A. C. y fundadora de Mujeres Pro Música A. C. y la Orquesta Sinfónica de Mujeres del Nuevo Milenio.

## Biografía
Enríquez nace en la Ciudad de México en 1954. Comenzó sus estudios musicales a los seis años de edad con clases particulares de piano, pero tras la muerte de su padre pausó sus estudios, después de dos años retomó la música con clases particulares de guitarra.
De 1973 a 1978 estudió la Licenciatura en composición en la Facultad de Música de la UNAM, se tituló como licenciada en musicalización cinematográfica por el Berklee College of Music en 1983 y es maestra en composición y dirección orquestal por Guildhal School of Music and Drama.
Trabajó como directora en Orquestas y Coros Juveniles de México de 1991 a 1996 y en 2002 fundó Mujeres Pro Música y la Orquesta Sinfónica de Mujeres del Nuevo Milenio en la que trabajó como directora por cuatro años.
Ha participado como directora huésped en la Orquesta Sinfónica del IPN, la Orquesta Filarmónica de Acapulco, la Orquesta Filarmónica 5 de Mayo y el Ensamble de solistas de Bellas Artes.
En enero de 2019 recibió la medalla Mozart, otorgada por la embajada de Austria, lo que la convierte en la tercera mujer mexicana en recibir el galardón.

## Orquesta Sinfónica de Mujeres del Nuevo Milenio
Debido al cansancio de ver la falta de oportunidades y reconocimiento de las mujeres en la música fundó la Asociación Mujeres Pro Música A.C. por medio de la que creó la Orquesta Sinfónica del Nuevo Milenio con el objetivo de brindar espacios y oportunidades a las mujeres que se dedican a la música en el país, tanto instrumentistas como compositoras y directoras.
Enríquez convocó a 100 mujeres músicas, quienes a su vez invitaron a otras, para hacer audiciones, finalmente logró conformar una orquesta de 74 mujeres y comenzaron ensayos en junio de 2003.
La orquesta tuvo su primera presentación pública a nivel nacional en el programa Conversando con Cristina del Canal 11 en la que anunciaron su concierto debut el 24 de septiembre de 2003 en el Auditorio Blas Galindo del Centro Nacional de las Artes.
La orquesta se mantuvo durante cuatro años con subsidios del Instituto Nacional de las Mujeres, la Secretaría de Desarrollo Social y CONACULTA y finalmente el proyectó finalizó en 2006 por falta de recursos, sin embargo, la maestra Enríquez continúa buscando apoyos para continuar con la orquesta.

## Composiciones
- Concierto para violonchelo y orquesta de cámara (1990)
- Oye amiguito (1992)
- Espejo y lámpara. Ciclo de canciones infantiles (1997)
- Tango (2001)
- Cantemos por la paz (2001)
- Claro de luna (2009)
- Fantasía en Jazz (2009)
- Marfil. Poema sinfónico (2011)
- Arrecife. Poema sinfónico (2017)
- Xunán Kaab. Concierto para trompeta (2019)
- Equus. Poema sinfónico (2019)[6]